# Dumki
Dumki (en bengali : দুমকি) est une upazila du Bangladesh dans le district de Patuakhali. En 2011, on y dénombrait 84 565 habitants.